# Vorderhindelang

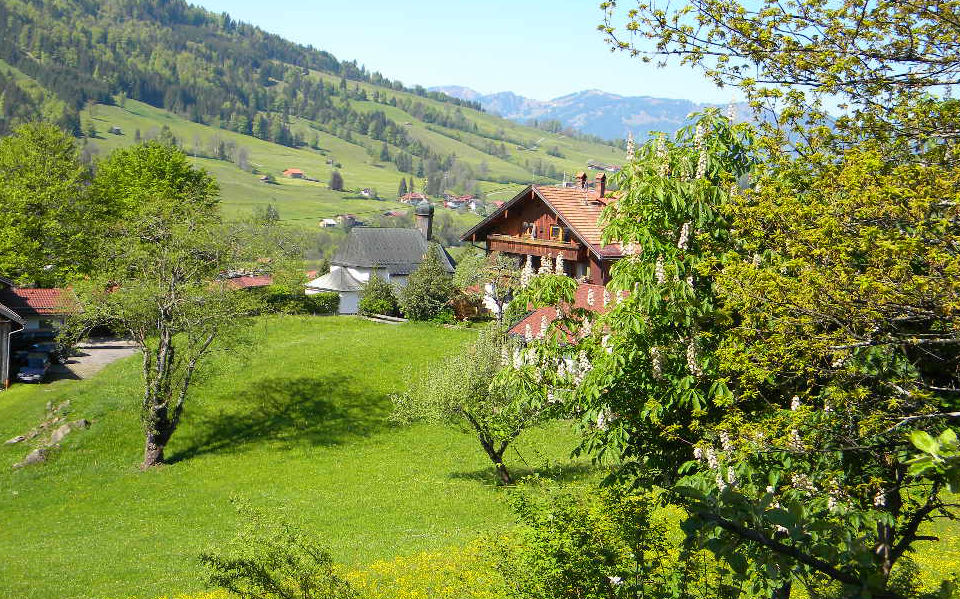
Ortsmitte, Blick auf St. Thomas

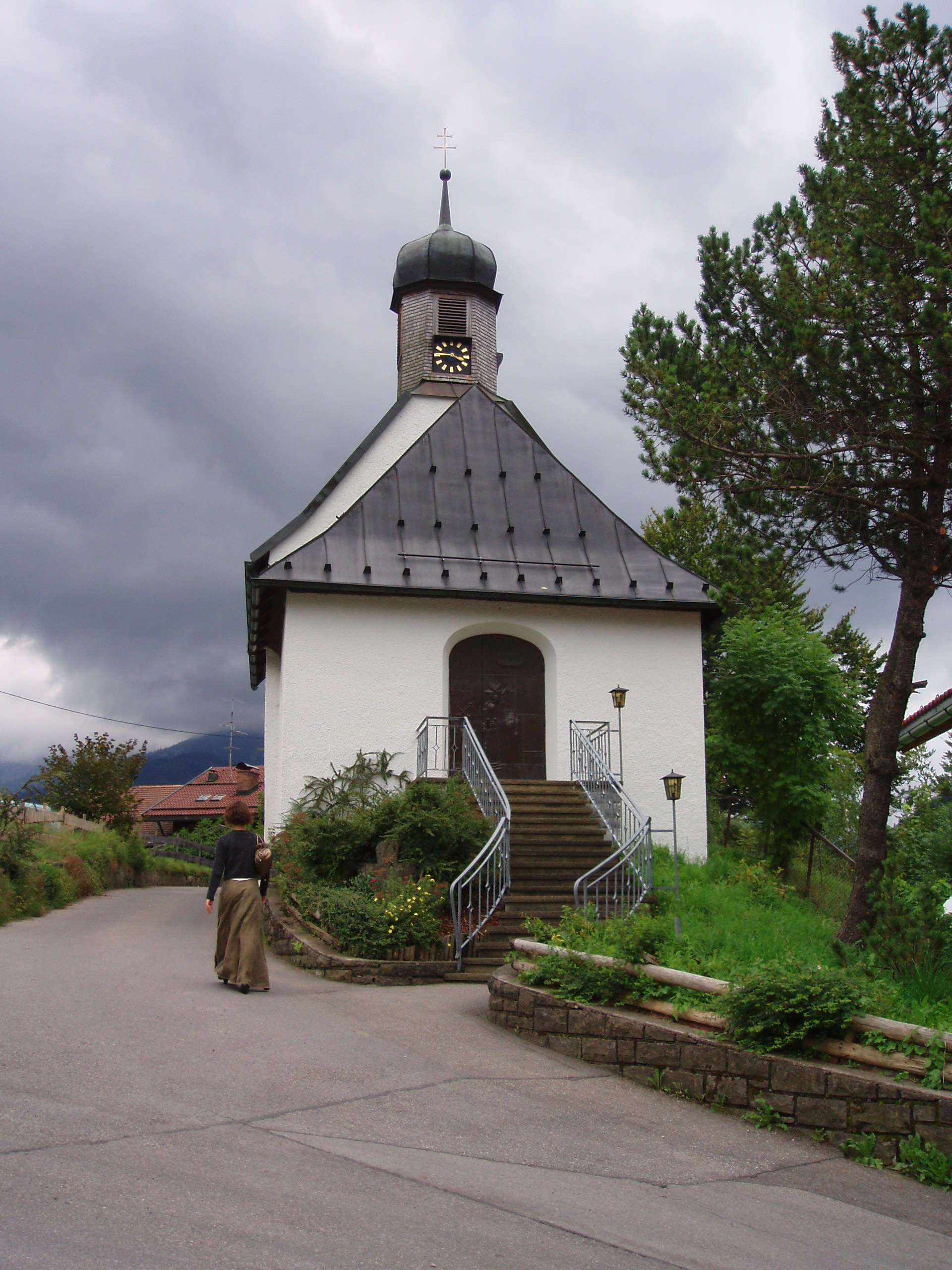
Filialkapelle S. Thomas

Vorderhindelang ist ein Gemeindeteil des Marktes Bad Hindelang im bayerisch-schwäbischen Landkreis Oberallgäu. Zu Vorderhindelang gehören die Weiler Reckenberg, Riedle, Liebenstein und Groß.

## Lage
Das Dorf liegt an einem Südhang oberhalb der Bundesstraße 308, die vom Bodensee kommend über Sonthofen, Bad Hindelang, Oberjoch ins Tannheimer Tal und weiter nach Reutte/Tirol führt. Vorderhindelang konnte sich bis heute seine dörfliche, landwirtschaftlich geprägte Struktur erhalten.

## Geschichte
Die erste urkundliche Erwähnung  Vorderhindelangs erfolgte in einer Gerichtsurkunde vom 22. März 1412, in der es um einen Kaufvertrag des Bewohners Contz Plantz geht. Da mehrere Besitzungen in der Ortschaft genannt werden, ist davon auszugehen, dass Vorderhindelang wesentlich älter ist.
In Dokumenten und Pfarrbüchern wird Vorderhindelang als „Vorder Kirchdorf“ (1661), aber auch als „Vord Hindelang“ und „Vorderes Hindelang“ aufgeführt.
Die historische Zugehörigkeit des Dorfes ist dieselbe wie die Bad Hindelangs. Mitten durch die Ortschaft führte von 1540 bis 1823 die Salzstraße, die sich aus dem Tannheimertal kommend über den Jochpass durch das Ostrachtal zum Bodensee hinzog.
In Vorderhindelang wurden 1785 im Zuge der Gründung von Feuer- und Brandschaden-Versicherungsanstalten durch das Pflegamt Rettenberg Hausnummern eingeführt, die zur Entstehung von Hausmarken führten. In einigen Fällen ähneln die in Vorderhindelang verwendeten Hausmarken den lateinischen Ziffern.

## Sehenswürdigkeiten
Die Filialkapelle S. Thomas wurde 1666 als Thomaskapelle Zuem Vodern Hindelang erbaut, nachdem ein Vorgängerbauwerk abgerissen worden war. Um 1750 erfolgte eine Renovierung und die Stuckausstattung des Chores, 1951 wurde das Bauwerk renoviert und 1967/68 erweitert. Die Kapelle hat einen Dachreiter mit Zwiebelhaube; das Satteldach ist mit Schindeln gedeckt. Das Schiff hat eine flache, korbbogige Putzdecke; die Empore ist getäfelt. Der Hochaltar stammt aus der Zeit um 1720/30 ist mit einem jüngeren Holzaufbau und einem Bild des Patrons der Kapelle aus dem Jahr 1851 verziert. Auch das Tabernakel und die Mensa stammen aus dieser Zeit. Wandmalereien aus der Erbauungszeit der Kapelle wurden bei der Restaurierung freigelegt. Sie zeigen die Apostel und St. Michael. Eine Votivtafel von 1670 wurde vom Hindelanger Stutenhofverwalter und Salzfaktor Thomas Scholl und seiner Frau Rosina gestiftet, weitere Gemälde sind jüngeren Datums. Der Skulpturenschmuck ist hoch- bis spätbarock; erhalten sind eine Muttergottes, die unter Einflüssen aus dem Kemptener Raum entstanden zu sein scheint, ein Kerkerchristus von Johann Richard Eberhard und ein Kruzifix.
Ein Sühnekreuz aus dem Jahr 1550 ist im Ort in eine betonierte Gartenmauer eingelassen.
Der Ortskern ist in traditioneller Allgäuer Bauweise architektonisch geschlossen.

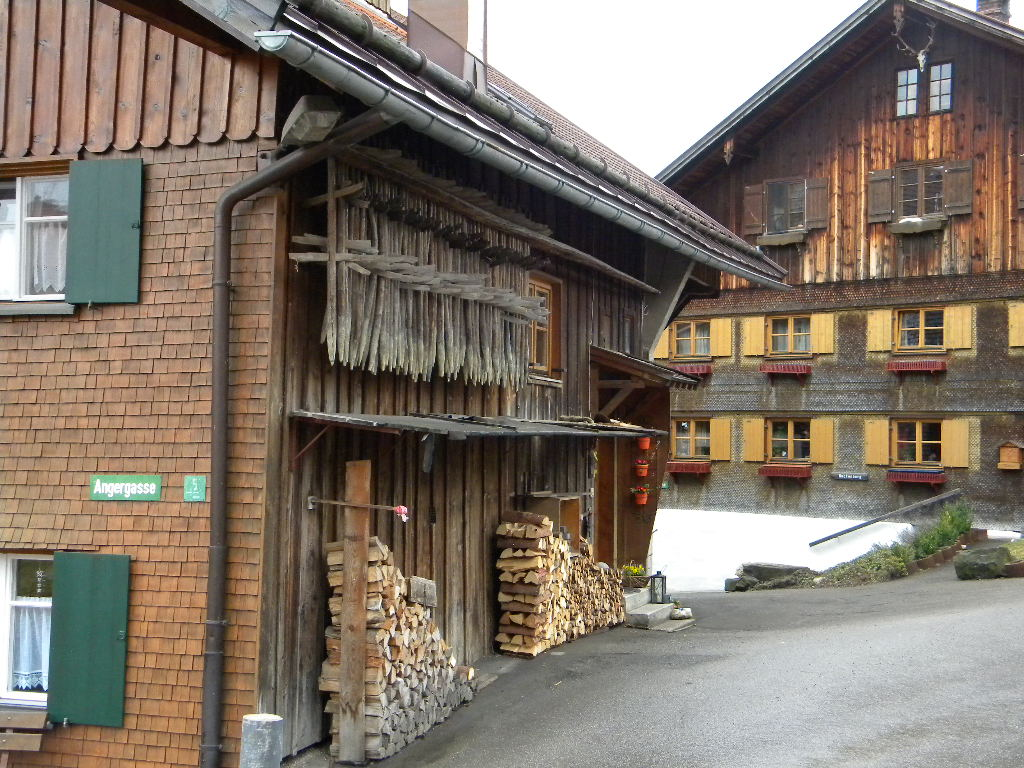
Ortsmitte, ortstypische Bauweise
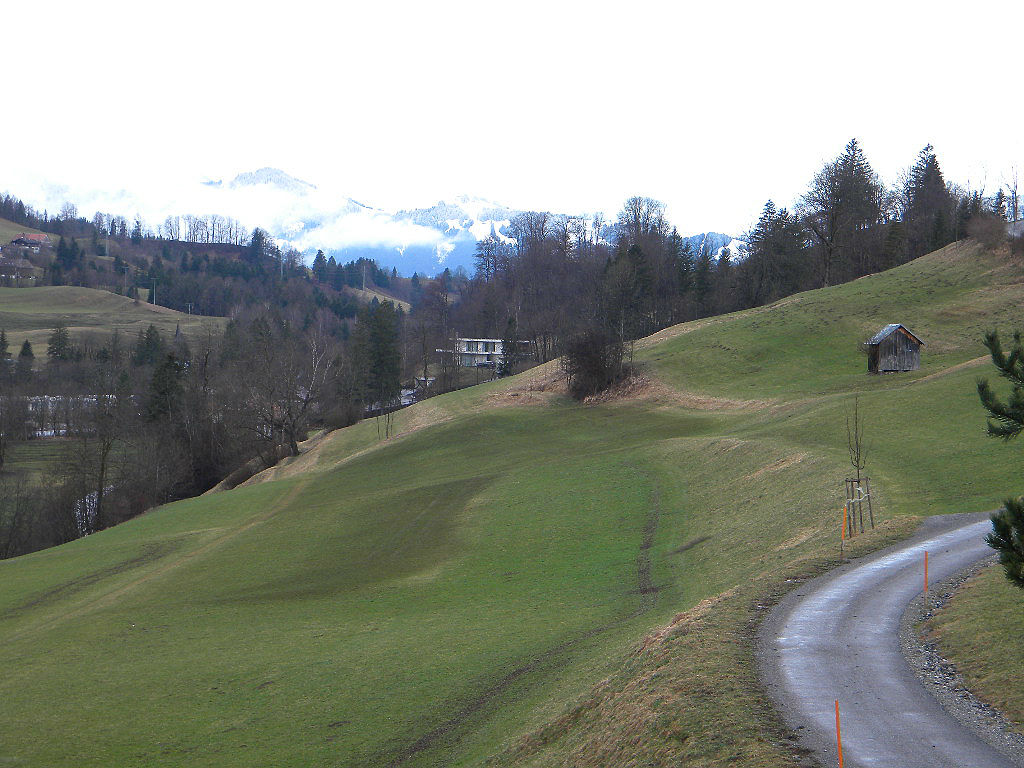
Ortsausgang, historischer Salzweg

## Persönlichkeiten
- Kilian Lipp (* 1953), Maler
- Christoph Finkel (* 1971), Holzbildhauer und Sportkletterer